# Фудзивара-но Умакаи
Фудзивара-но Умакаи (яп. 藤原 宇合; 694 — 7 сентября 737) — японский аристократ периода Нара, сын Фудзивара-но Фухито и Сога-но Сёси. Вместе с тремя братьями попытался установить гегемонию рода Фудзивара, устранив в 729 году главного конкурента — принца Нагая. Умер во время эпидемии оспы, стал основателем одной из ветвей рода.
Умакаи был женат на Исоноками-но Кунимина но-Отодзи. В этом браке родились Фудзивара-но Хироцугу (умер в 740) и Фудзивара-но Ёсицугу. В браке с Такахаси-но Анэко родился сын Фудзивара-но Киёнари.